# Cela (Alcobaça)
Cela ist eine portugiesische Stadt im Kreis Alcobaça im Distrikt Leiria, in der ehemaligen Provinz Estremadura gelegen. Sie grenzt westlich an den Kreis Nazaré an. Sie hat 3075 Einwohner (Stand 19. April 2021) und ist 25,8 km² groß. Sie hat das moderne Stadtrecht (als Vila) 2001 wieder erlangt. Sie gehörte unter dem Namen Cela Nova zu den 13 alten Städten der Coutos de Alcobaça, dem ehemaligen Herrschaftsgebiet der Abtei von Alcobaça. Das historische Stadtgebiet wurde zusammen mit der Nachbargemeinde Bárrio gebildet und umfasste mit ihr ein Gebiet von 41,1 km². Cela bedeutet Zelle oder Klause, so dass der Name der Stadt auf dort ursprünglich vorhanden gewesene Mönchsklausen hindeutet. Im mittelalterlichen lateinischen Text des Freibriefs von 1276 wird der Ort mit Cella Noua angegeben, was ebenfalls für die Bedeutung Zelle spricht. Nach alten Erzählungen soll sich in Cela Nova eine kleine Mönchszelle befunden haben, wo ein Abgesandter der Abtei die geschuldeten Abgaben der dortigen Einwohner eingesammelt habe.

## Geschichte

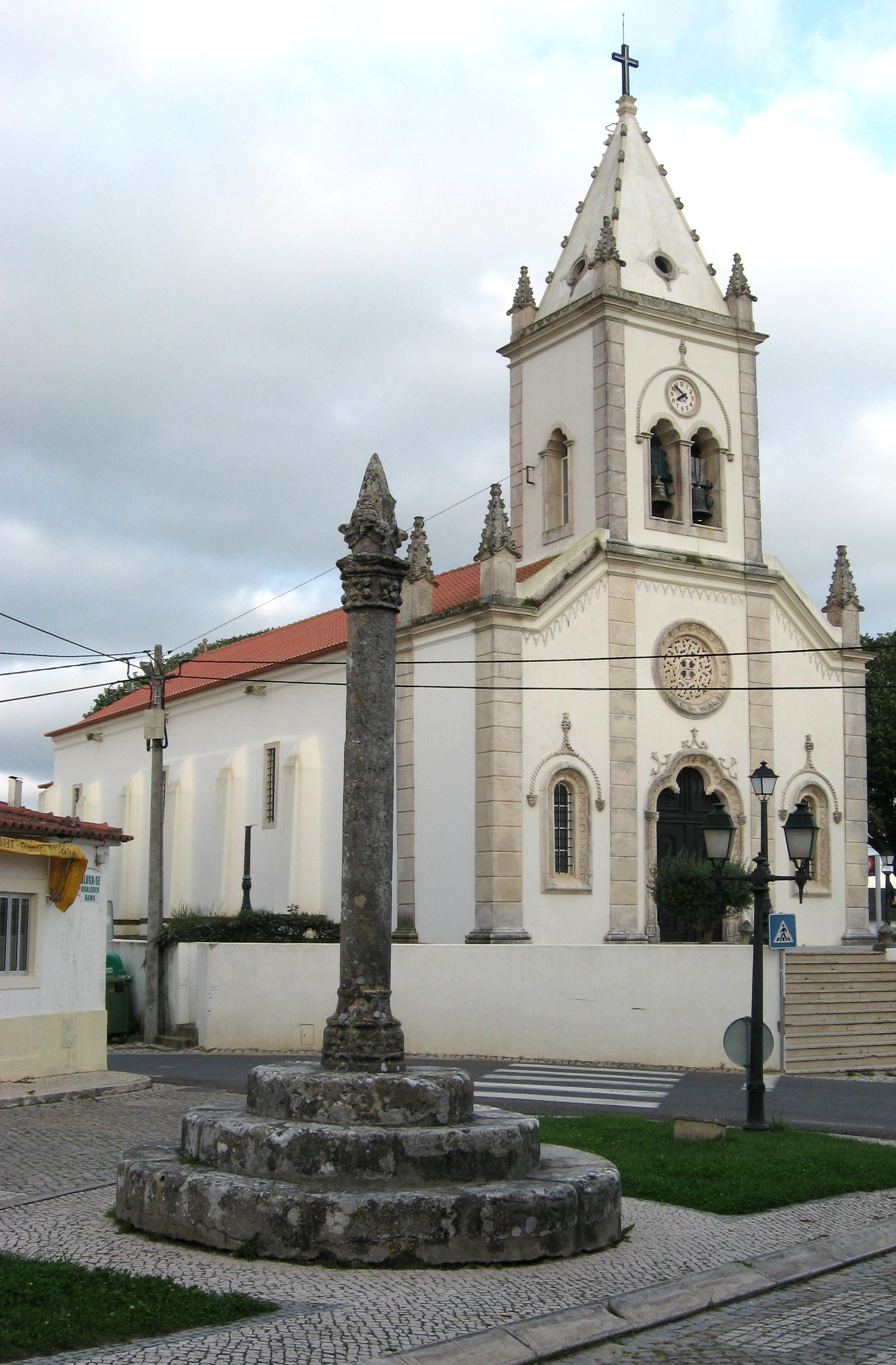
Kirche mit Schandpfahl, 1514, Cela Nova

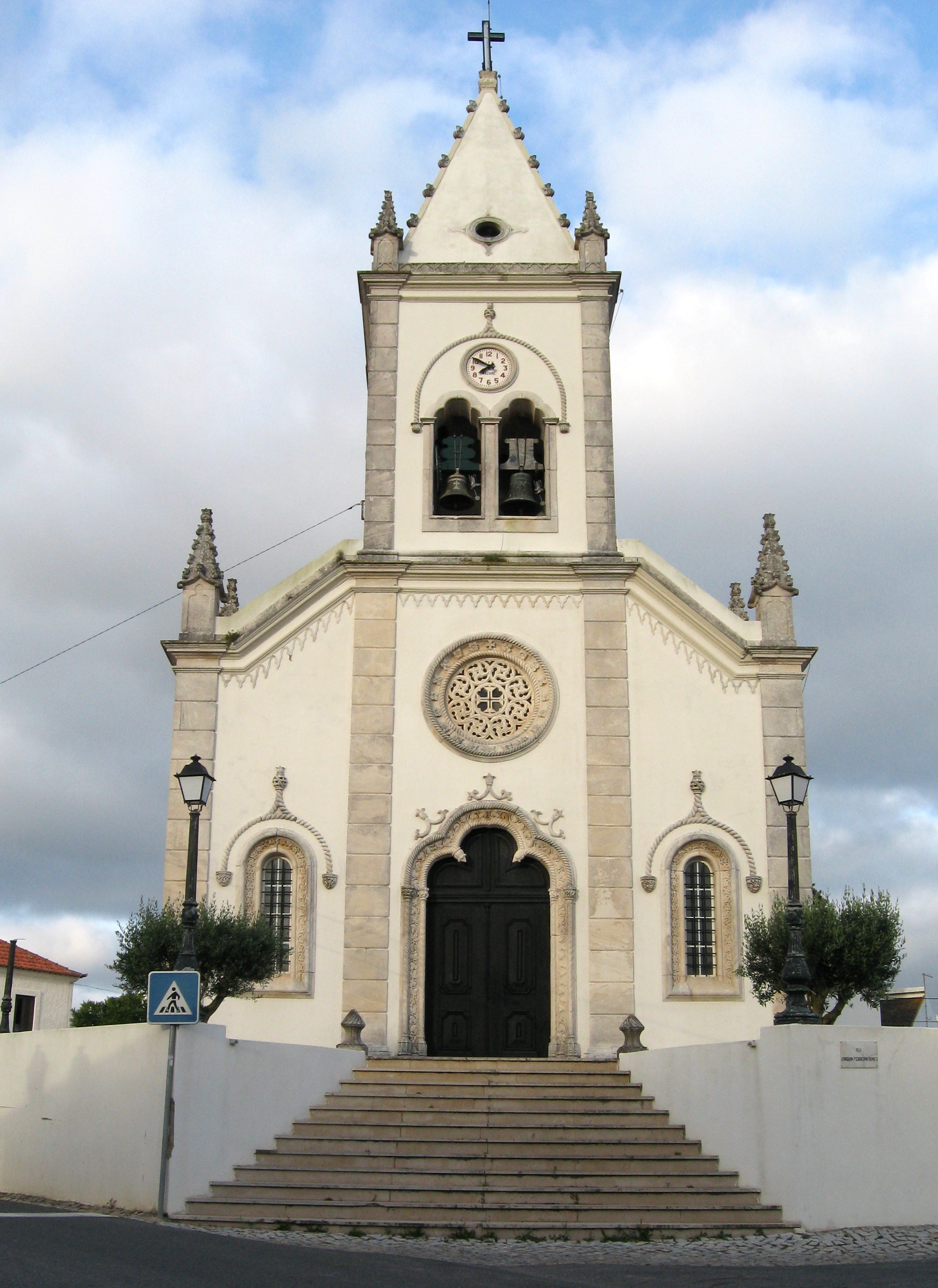
Kirche Santo André, Cela Nova

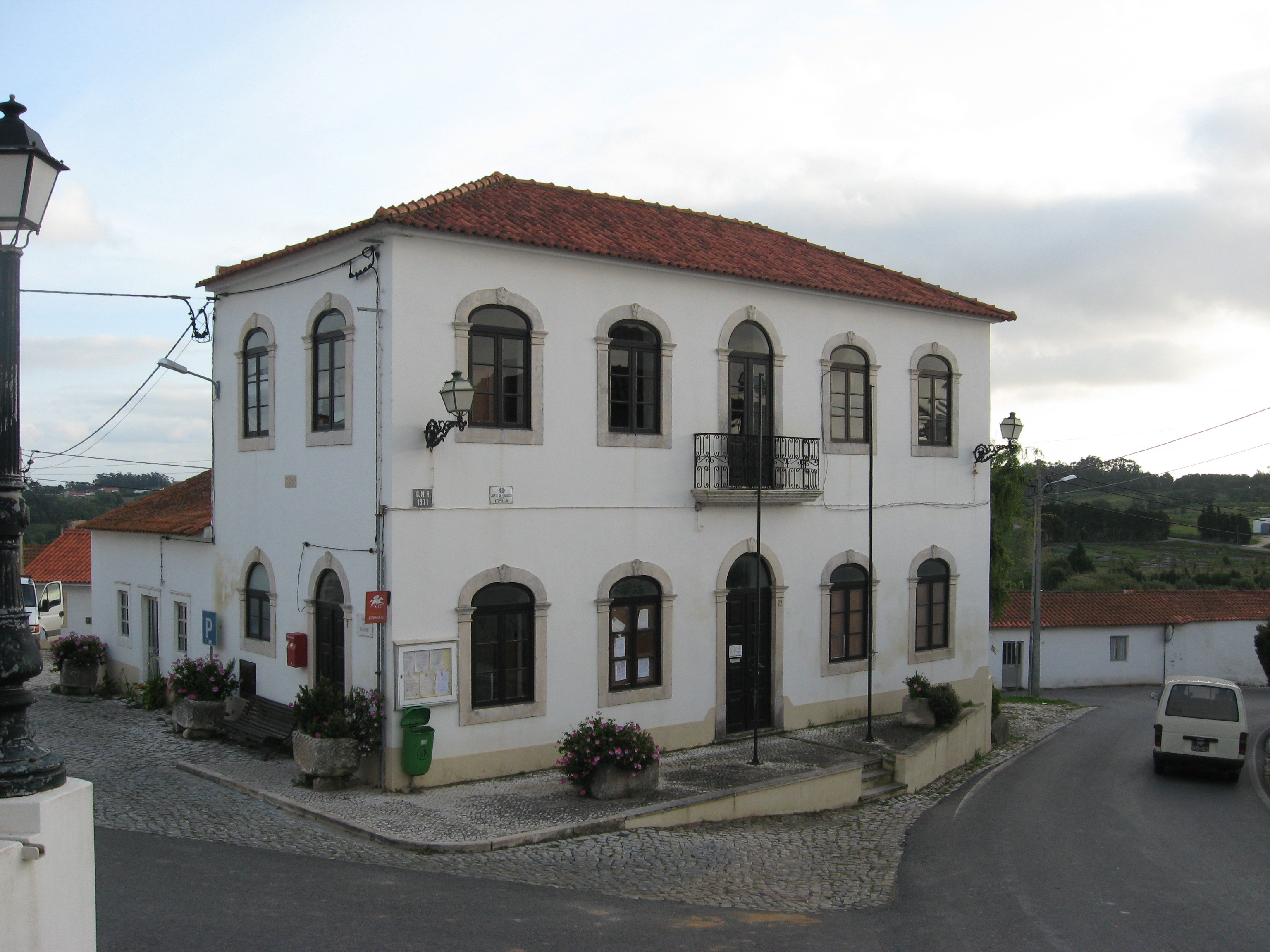
Cela, Altes Rathaus

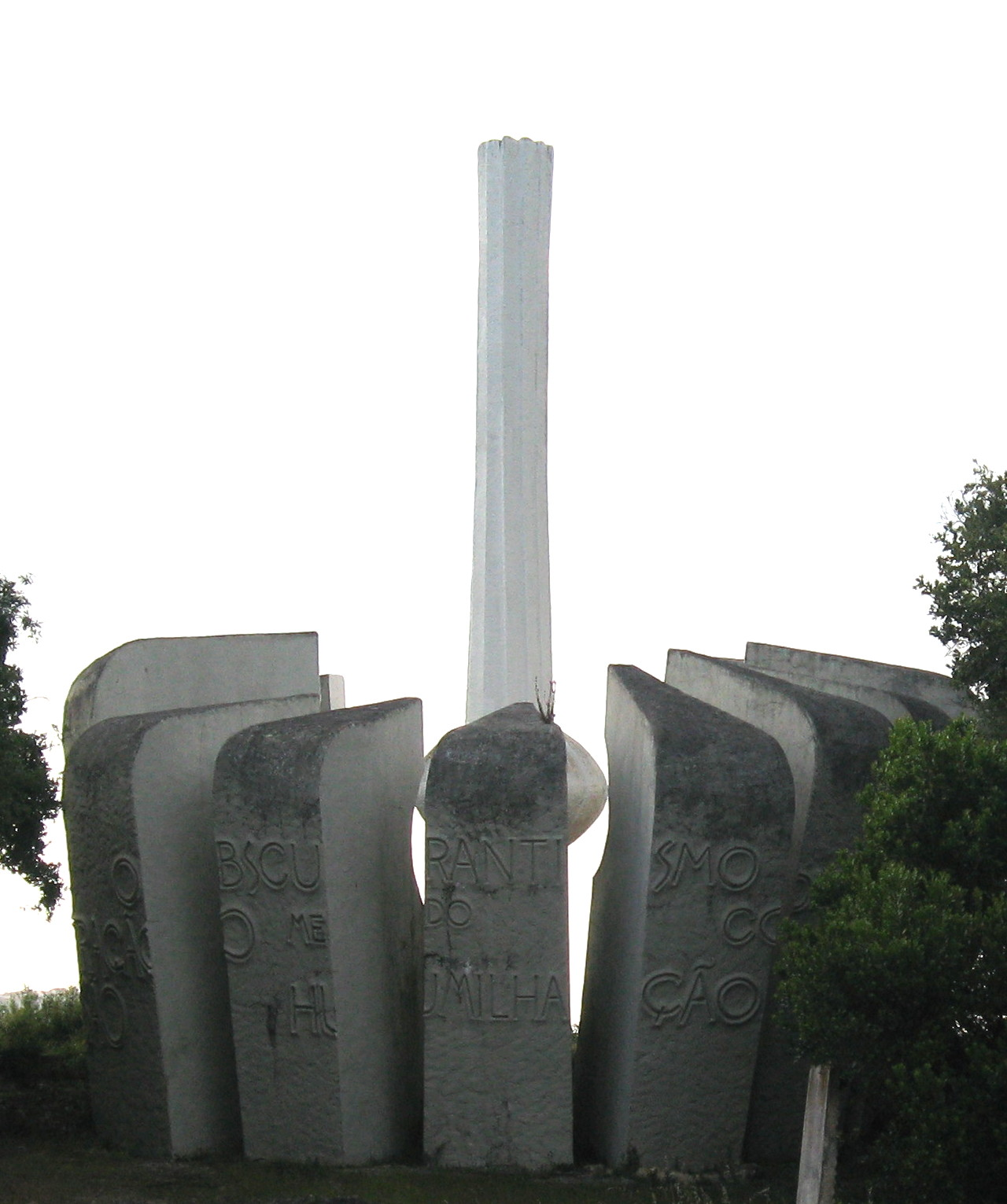
Monument für Humberto Delgado, den General ohne Furcht

Cela besteht aus dem auf einem etwa 100 Meter hohen Höhenzug gelegenen Cela Nova (Neu-Cela) und dem auf der westlichen Seite am Fuße dieses dorthin stark abfallenden Höhenzuges liegenden Cela Velha (Alt-Cela). Dort befindet sich nahezu auf Meereshöhe eine flache Landzone, die ihrerseits wiederum durch einen im Westen die Küstenlinie bildenden weiteren Höhenzug vom Atlantik abgegrenzt wird. Hier befand sich bis zum 17. Jahrhundert die Lagune von Pederneira, an der auch Cela Velha lag. Der bereits im Jahre 1286 von der Abtei Alcobaça erteilte Freibrief führt die Ansiedlungen unter dem Namen Cela Nova an, so dass die Unterscheidung zwischen Cela Nova und Velha auf die Anfangszeiten der Gründung der Abtei zurückgehen muss. Cela Nova erhielt im Jahre 1514 bei der allgemeinen Reform der Coutos durch König Manuel I. ein neues Stadtstatut mit Selbstverwaltungsrechten und einer niederen Gerichtsbarkeit, blieb jedoch der Abtei tributpflichtig. Auch unterlag Cela Nova weiterhin der Jurisdiktion durch die Abtei, die durch einen in Cela Nova vor der Pfarrkirche aufgestellten Schandpfahl (Pelourinho) symbolisiert wurde. Die Pfarrkirche von Cela Nova, Igreja de Santo André, wurde auf Geheiß von König Manuel anlässlich der Erteilung des neuen Stadtstatus neu errichtet, da die alte Kirche aus dem 13. Jahrhundert bereits verfallen war. Die Kirche wurde 1909 grundlegend restauriert. Neben der Kirche befindet sich auch das Rathaus, nunmehr ein Gebäude aus dem 19. Jahrhundert, vermutlich errichtet am Ort des alten Rathauses der historischen Stadt. Die Stadt hatte eine weitere 1585 errichtete Kapelle, dem Heiligen Geist gewidmet, dem ein Hospital und eine Herberge angeschlossen war (Casa da Misericórdia). Aktivitäten dieser Einrichtungen sind noch bis Ende des 18. Jahrhunderts nachweisbar.

## Quinta da Cela Velha
Die Bedeutung von Cela Velha, etwa als frühe Vorgängerin von Cela Nova, liegt im Dunklen. Auf dem nach Cela Velha abfallenden Hanggelände befindet sich mit der Quinta da Cela Velha eines der ältesten noch nachweisbaren ursprünglichen Güter des Klosters (granjas), über das eine Pachtstatut aus dem Jahre 1431 vorliegt und das seit 1571 von einer Familie Andrade und Gamboa bewirtschaftet wurde. Die Quinta de Humberto Delgado (siehe unten) ist ein Teil dieses alten Gutes. In den alten Gebäuden dieses Hofes gibt es eine Kapelle des Heiligen Bernhards (Capella do S. Bento). Diese Kapelle wurde in der ersten Hälfte des 18. Jahrhunderts renoviert, nach den Berichten der Chronisten der Abtei von Alcobaça soll es sich dabei um eine Kapelle aus dem 8. oder 7. Jahrhundert handeln. Damit wäre sie möglicherweise neben der nur wenige Kilometer davon entfernten Kirche von São Gião in der Nachbargemeinde Famalicão ebenfalls ein frühchristliches Monument und eine der ältesten christlichen Kirchen des Landes. Archäologische Untersuchungen wurden noch nicht durchgeführt.

## Monument Humberto Delgado,General ohne Furcht
In Cela Velha befindet sich auch das Monument zu Ehren des Generals Humberto Delgado, der in Cela Velha in seinem nunmehr nach ihm benannten Hof (Quinta de Humberto Delgado) lebte. Er trat 1958 zur Zeit der Diktatur Salazars bei der Wahl zum Staatspräsidenten gegen den von Salazar unterstützten Kandidaten als Bewerber der Opposition an (Salazar hatte seit seiner ersten Amtsübernahme immer nur das Amt des Premierministers ausgeübt). Im Wahlkampf kündete er an, im Falle seines Sieges Salazar als Premierminister zu entlassen. Er verlor erwartungsgemäß die Wahl, wurde als General entlassen und ging daraufhin ins Exil. Dort wurde er zu einer Leitfigur der Opposition gegen Salazar. Im Februar 1965 wurde er zusammen mit seiner Sekretärin vermutlich in Spanien nahe der portugiesischen Grenze im Auftrag der PIDE, der portugiesischen geheimen Staatspolizei, ermordet. In die Geschichte Portugals ging er als der General ohne Furcht (O general sem medo) ein, eine Bezeichnung die auch bei dem zweiteiligen ihm gewidmeten 1976 errichteten Denkmal wiederkehrt. 2005 wurde bei einem Cela Velha durchschneidenden Autobahnneubau die Trasse abgesenkt und auf eine Länge von ca. 200 Metern übertunnelt, allein um die Sichtachse der beiden Denkmalteile nicht zu beeinträchtigen. Nach der Nelkenrevolution von 1974 wurden die sterblichen Überreste des Generals in das Nationalpantheon in Lissabon umgebettet.

## Gegenwart
Mit der staatlichen Auflösung der Klöster im Jahre 1834 endete auch die Herrschaft der Abtei über Cela. Die Stadt Cela Nova blieb anfangs selbständiger Landkreis und ging dann im Landkreis Alcobaça auf. Heute leben die Einwohner von Cela überwiegend von der Landwirtschaft, vor allem dem Fruchtanbau. Im Ortsteil Cela Nova befindet sich ein staatliches Gesundheitszentrum für die Teilregion.